# François Martin Lebrun
François Martin Lebrun (* 1799 in Castres; † 9. Dezember 1849) war ein französischer Architekt und Ingenieur. Er erfand den Stampfbeton.

## Herkunft
François Martin Lebrun wurde als Sohn von Jean-Martin Lebrun geboren. Der Vater war städtischer Baumeister in Castres. Über die Ausbildung von François Martin Lebrun ist nichts bekannt.

## Karriere
François Martin Lebrun ist ab 1826 zunächst in Castres und Gaillac tätig. 1838 bis 1841 war er „Architekt der Gemeinden und Wohlfahrtseinrichtungen“ (Architecte des communes et des établissements de bienfaisance) des Département Tarn-et-Garonne, von 1846 bis zu seinem Tod 1849 Landbaumeister des Departements und betreute das öffentliche Bauwesen.
François Martin Lebrun und sein Bruder, Jean Auguste, der ein Tiefbauunternehmen führte, gründeten 1829 in Bourret und Montain (Tarn-et-Garonne) gemeinsam zwei Fabriken für die Produktion von hydraulischem Kalk. Später kam eine dritte Fabrik in Marssac-sur-Tarn hinzu, die Kunststein herstellte. Lebrun kombinierte die herkömmliche Technik des Pisé, bei der Lehm in eine Schalung gestampft wird, woraus Wände aufgebaut werden, mit einer Mischung aus hydraulischem Kalk, Sand und Kies. Für die richtige Mischung griff er auf die Rezeptur von Louis-Joseph Vicat zurück, die er experimentell weiter entwickelte. Erstmals verwendete er diesen Beton beim Bau des Wohnhauses für seinen Bruder, die Villa Lebrun, in Marssac-sur-Tarn, das erste komplett aus Beton errichtete Gebäude seit der Antike. In großem Maßstab setzte er den Beton beim Bau des Rathauses von Gaillac ein: Der Keller des Gebäudes, einschließlich der Gewölbe, wurde aus Stampfbeton hergestellt. Das Rathaus ist das erste öffentliche Bauwerk der Neuzeit weltweit, in dem dieser Baustoff in großem Umfang wieder verwendet wurde. Die Methode war im Vergleich zum Aufmauern eines Gewölbes sehr kostengünstig. Zahlreiche Weinkeller in der Umgegend wurden nach dieser Methode errichtet und der örtliche Parlamentsabgeordnete, Justin de Lacombe, ließ sein neues Wohnhaus auch auf einen solchen Keller stellen. Ein Rückschlag war der Bau der evangelischen Kirche in Corbarieu, wo der Versuch, das Gebäude mit einem Betongewölbe zu decken, scheiterte.

## Werk (Auswahl)

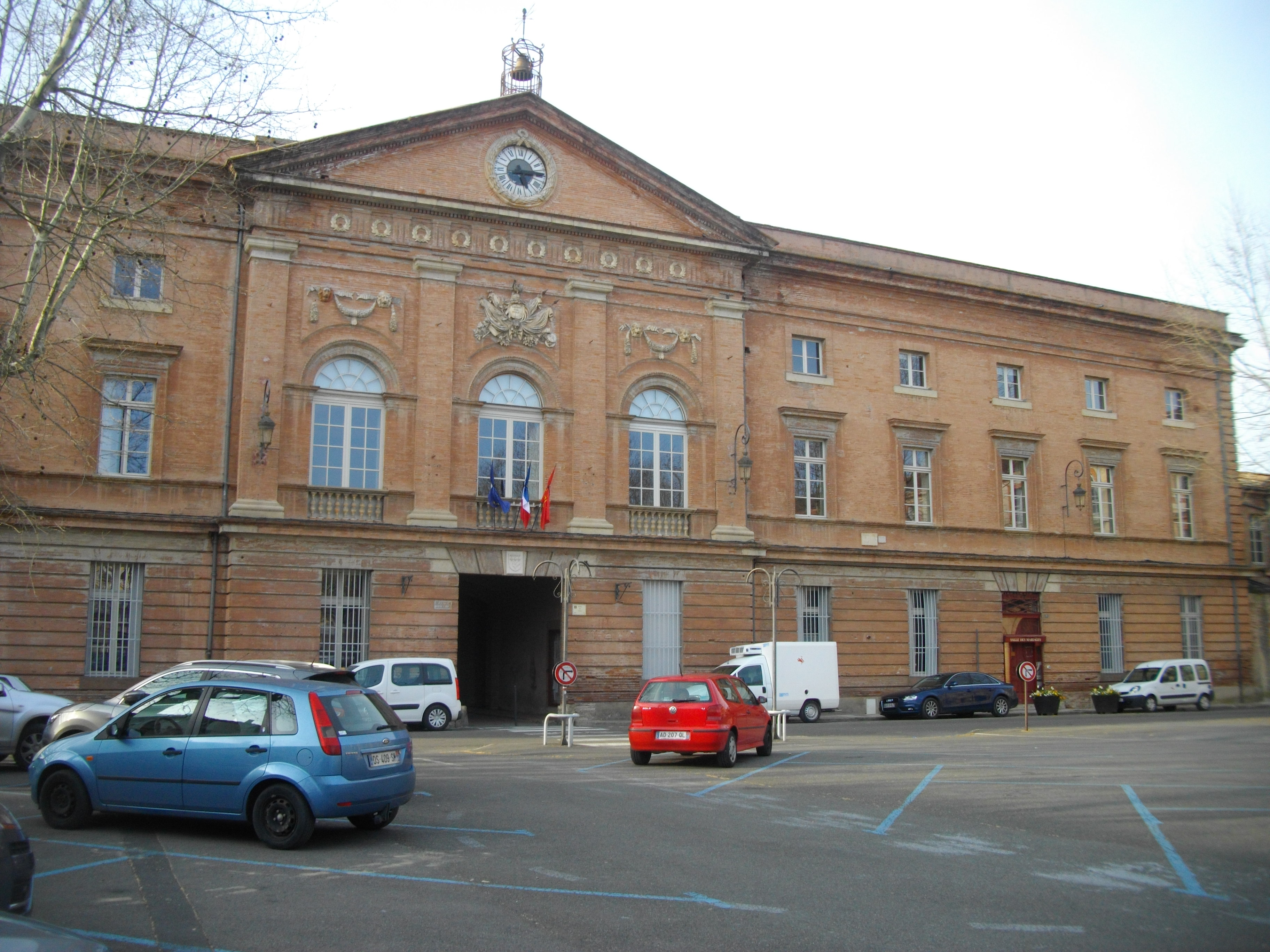
Rathaus von Gaillac

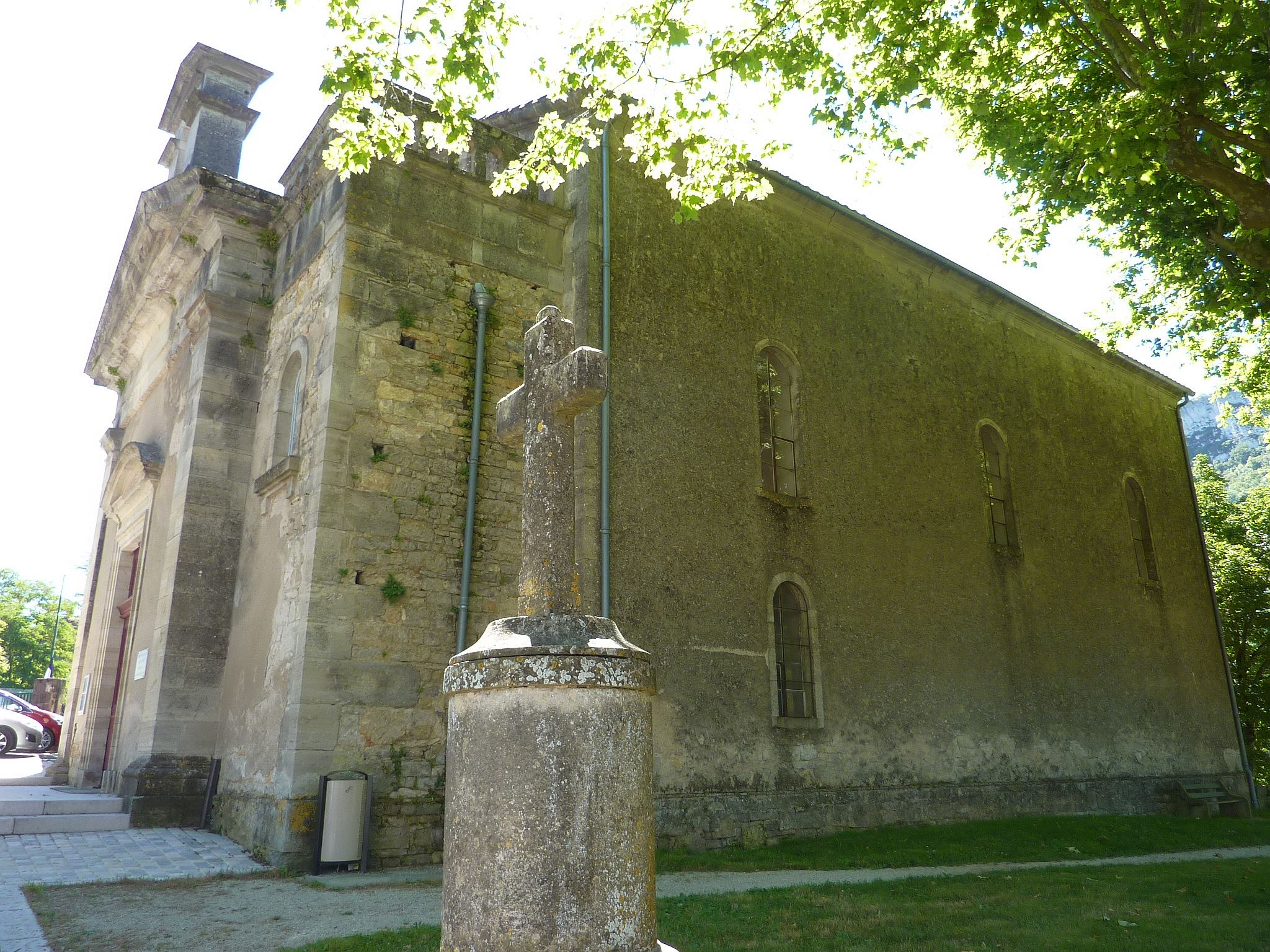
Evangelisch-reformierte Kirche in Saint-Antonin-Noble-Val

- 1828/29: Villa Lebrun in Marssac-sur-Tarn
- Ab 1833: Rathaus von Gaillac[7]
- 1836: Evangelische Kirche von Corbarieu[8][Anm. 1]
- Um 1840: Pensionat der Frères de Marie de Bordeaux in Castelsarrasin[Anm. 2]
- 1845: Bauleitung bei der Restaurierung des „Maisom Consulaire“ in Saint-Antonin-Noble-Val, ein Projekt, das er zusammen mit Eugène Viollet-le-Duc durchführte.
- 1846: Erweiterung der evangelischen Kirche in Varennes (Tarn-et-Garonne).
- 1846: Erweiterung der evangelischen Kirche in Saint-Antonin-Noble-Val. Nach seinem Tod 1849 übernahm Théodore Olivier die Bauleitung. Fertiggestellt war die Kirche erst 1882.
- Gestaltung der Bebauung des „Place Royale“ (heute: Place Jean Jaurès) in Castres. Das Erscheinungsbild der Anlage wurde 1869 bis 1872 durch Aufstockung der Gebäude verändert;
  - dort auch 1837 die Markthalle[9]
- Zahlreiche kleinere Schulbauten im Département Tarn-et-Garonne, darunter in
  - Saint-Agnan[10]
  - Castelferrus (1834/35)[11]
- Ihm oblag weiter die Verantwortung für die Unterhaltungsarbeiten an der Kathedrale von Montauban.[12]
- Beton-Brücken;
  - 1835 oder kurz danach bei Villemade.[Anm. 3] Die Brücke ist die älteste Betonbrücke der Welt.[13]
  - 1835 oder kurz danach bei Castelsarrasin[Anm. 4]
  - 1840/41: Eine Brücke über einen Seitenkanal der Garonne bei oder in Grisolles[14]
  - Eine dekorative Brücke im Garten der Villa Lebrun (erhalten).

Quelle:

## Ehrungen
- Ritter der Ehrenlegion[16]
- Mitglied der Société d'Encouragement pour l'Industrie nationale (Gesellschaft zur Beförderung der nationalen Industrie).[17]

### Werke von Lebrun
nach Erscheinungsjahr der französischsprachigen Schriften geordnet 
- Methode pratique pour l'emploi du béton. Carilian-Goeury, Paris 1835 (Digitalisat auf Cnum - Conservatoire numérique des Arts et Métiers).
  - Ueber die Benutzung des Steinmörtels zu verschiedenen Bauten. In: Polytechnisches Journal. 62, 1836, Miszelle 7, S. 155.
  - Der Steinmörtel. Nübling, Ulm 1837 (Volltext in der Google-Buchsuche).
- Traité pratique de l'art de bâtir en béton, ou Résumé des connaissances actuelles sur la nature et les propriétés des mortiers hydrauliques et bétons ; et exposition des procédés à suivre pour employer cette espèce de maçonnerie, en remplacement de toute autre, dans les travaux publics et dans les constructions particulières. Carilian-Goeury et V. Dalmont, Paris 1843 (Digitalisat auf Gallica).
  - Practische Abhandlung über die Kunst mit Béton zu bauen. In: A. L. Crelle (Hrsg.): Journal für die Baukunst. Band 19. G. Reimer, Berlin 1843, S. 135 (Volltext in der Google-Buchsuche, S. 195 Volltext in der Google-Buchsuche und S. 287 Volltext in der Google-Buchsuche).

### Schriften zu Lebrun
nach Autoren / Herausgebern alphabetisch geordnet 
- Charles Bauchal: Nouveau dictionnaire biographique et critique des architectes français. A. Daly fils et Cie., Paris 1887, S. 682f.
- Pascal Forthuny: Bétons et ciments historiques. In: Le béton armé 3/36 (1901), S. 63–69.
- Gourlier: Rapport fait par M. Gourlier au nom du comité des arts économiques, sur un mémoire de M. Lebrun jeune, architecte à Alby, département du Tarn, relative à l’emploit du béton pour la construction entire d’une maison d’habitation. In: Bulletin de la Sosiété d’encouragement de l’industrie national 31 (1832), S. 99–103.
  - Bericht des Hrn. Gourlier über eine Abhandlung der Hrn. Lebrun d. jüng., Baumeister zu Alby, Dept. Du Tarn, die Anwendung des Grund- oder Steinmörtels (béton) zum Baue ganzer Wohnhäuser betreffend. In: Polytechnisches Journal. 46, 1832, S. 114–119.
- Romain Rico: François Martin Lebrun (1799–1849). In: Bulletin de la Société archéologique de Tarn et Garonne 129 (2004), S. 107–119.
- Ferdinand Werner: François Martin Lebrun und das erste Haus aus Beton. In: INSITU. Zeitschrift für Architekturgeschichte 8 (1/2016), S. 75–88.
- Ferdinand Werner: Der lange Weg zum neuen Bauen. Wernersche Verlagsgesellschaft, Worms 2016. ISBN 978-3-88462-372-5
  - Band 1: Beton: 43 Männer erfinden die Zukunft.
  - Band 2: Zement und Kunststein. Der Siegeszug der Phantasie.